# 信阳县
信阳县，中国旧县名。
北宋太平兴国元年（976年），改义阳县置，治所在今河南省信阳市。为信阳军治。元朝时属信阳州。明朝洪武元年，在复置信阳州于此，属河南分省。洪武四年，属中都临濠府。七年，改属。十年，信阳州降为信阳县，成化年间又升为信阳州，属汝宁府。民国初年，全国废府州厅改县，是为信阳县。属河南省汝阳道。
第二次国共内战后期，随着中华民国政府的军事失利。河南省政府于1948年10月迁至信阳县。信阳县成为河南省临时省会。1949年1月，第五绥靖区副司令朱其平风闻解放军将从项城县进攻信阳县，率部逃往湖北武汉。第五绥靖区司令、河南省主席张轸亦率部退往湖北孝感、花园一带。4月1日下午，中国人民解放军第四野战军第40军攻占信阳县城。
中华人民共和国建立后，属信阳专区。1960年并入信阳市，1961年复置，迁治平桥镇。1969年后，属信阳地区。1998年撤销信阳地区和县级信阳市、信阳县，设立地级信阳市，在原县级信阳市、信阳县基础上设立浉河区、平桥区。